# Francisco de Alesón
Francisco de Alesón (Viana, entre los meses de junio y julio de 1634 - Logroño, 8 de octubre de 1715) fue un jesuita e historiador español sucesor de José de Moret como cronista oficial del reino de Navarra.

## Biografía
Ingresó en la Compañía de Jesús en 1650, a los dieciséis años, y tomó el hábito en 1668. Fue profesor de Humanidades, Filosofía y Teología en colegios de jesuitas y rector de los de Soria, San Sebastián, Segovia, Loyola (1690), Pamplona (1692-1694) Valladolid (1698) y Salamanca (1701). En 1695 desempeñó el cargo de viceprovincial de Castilla.
A la muerte de José de Moret en 1687, la Diputación del reino de Navarra le propuso como cronista de Navarra con el objetivo de concluir la redacción y publicación de los Anales del Reino de Navarra, de los que solo se había publicado el primer tomo (1684). Alesón tuvo que pedir autorización a sus superiores para aceptar este empleo, los cuales se la negaron en cumplimiento de la instrucción del papa Inocencio XI de no permitir a los jesuitas dedicarse a escribir "historias seculares", ajenas a su actividad religiosa, y evidentemente el trabajo de cronista no tenía relación con el apostolado. La Diputación insistió en su solicitud, alegando que el encargo era temporal, "hasta que acabe lo poco que falta". Cuando lo concluyera, Alesón volvería a su actividad religiosa. La situación se desbloqueó con el fallecimiento del papa en 1689, toda vez que su sucesor Alejandro VIII mantuvo un criterio más flexible sobre este asunto. Así pues, el nombramiento se pudo llevar a cabo en 1690. Todavía se presentó un último obstáculo: en aquellas fechas Francisco de Alesón era rector de Loyola y tuvo que esperar dos años, hasta 1692, para terminar su mandato y, al fin, tomar posesión del cargo de cronista del reino de Navarra, que por los motivos aducidos había permanecido vacante cinco años.
Desempeñó las tareas de cronista en las mismas condiciones que su predecesor: un sueldo anual de 150 ducados, a cobrar por cuatrimestres, y la obligación de sufragar los gastos de impresión de los Anales con la contrapartida de percibir los beneficios de su venta. Además, debería entregar en torno a un centenar de ejemplares gratuitos para su reparto entre los miembros de la Cortes, que habían autorizado la edición, y de otras instituciones de Navarra.

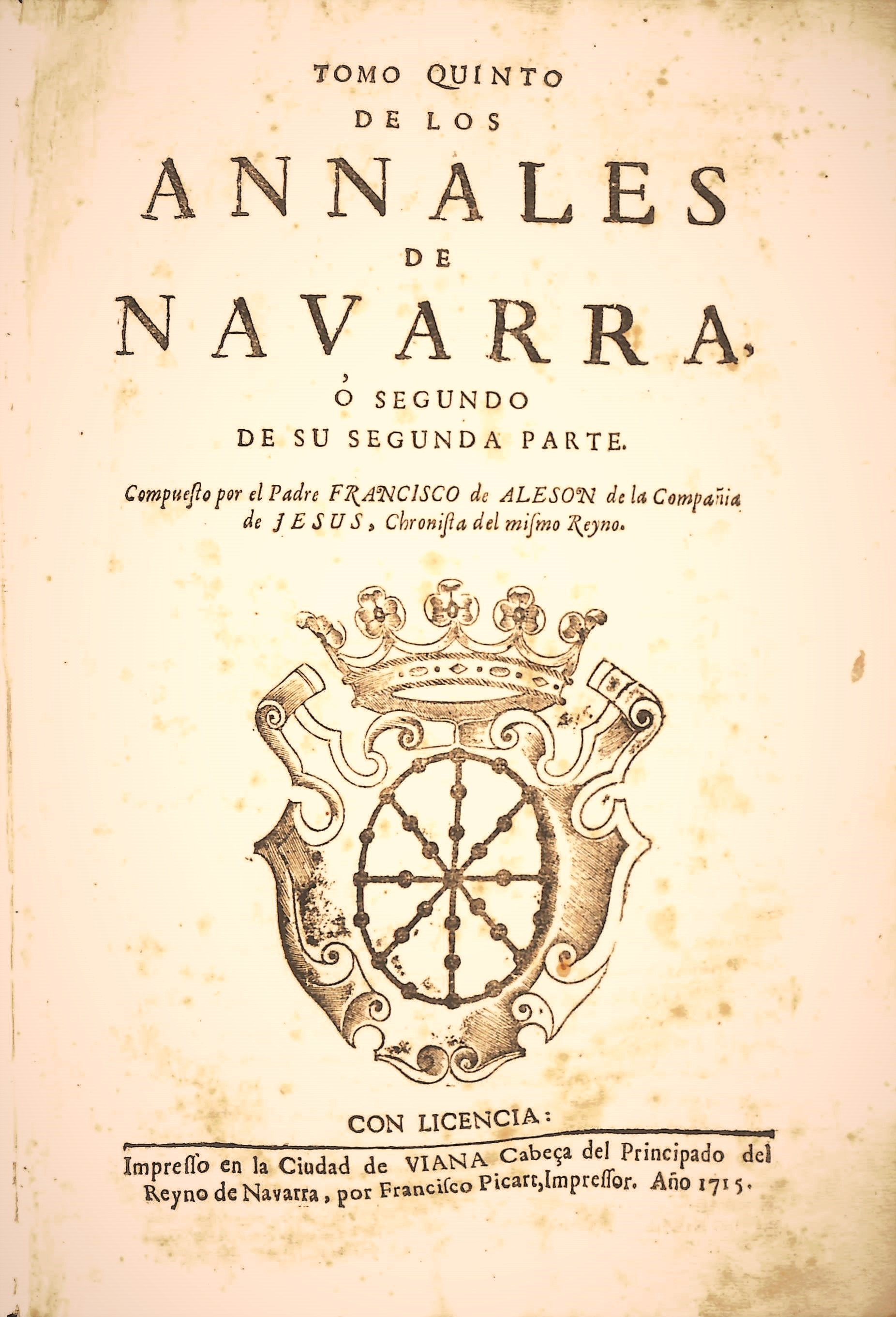
Último tomo de los Anales del Reino de Navarra (1715)

Alesón había dado testimonio de su preparación en el elogio fúnebre que le encargó el Consejo Real de Navarra para las exequias de Felipe IV celebradas en la catedral de Pamplona en 1665, cuya crónica fue impresa por Gaspar Martínez al año siguiente. Este impreso, entre otras colaboraciones, publica "Elogios fúnebres al rey Nuestro Señor Felipe IV el Grande en siete lenguas, griego, latín, castellano, portugués, toscano, francés y vascuence, con la traducción de las menos comunes. Escribíolos y dedícolos al túmulo real de Pamplona el Padre Francisco de Alesón, lector de Filosofía de la Compañía de Jesús".
Impulsó las obras del santuario de Loyola cuando fue su rector y, una vez afincado en  Pamplona, promovió y contribuyó económicamente para la construcción en 1694 de la capilla de san Ignacio de Loyola en el mismo lugar en el que según la tradición cayó herido en 1521.

## Anales del Reino de Navarra

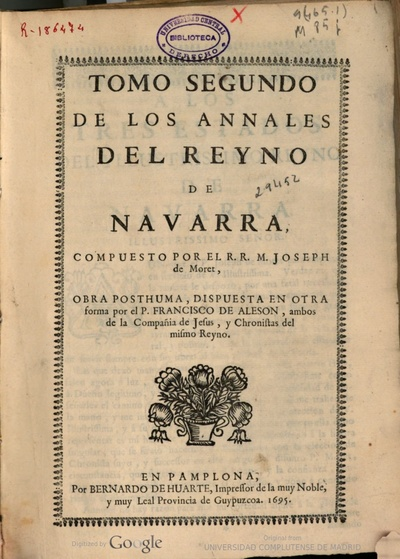
Tomo segundo de los Anales del Reino de Navarra, "compuesto" por José de Moret y "dispuesto" por Francisco de Alesón

### Tomo II (1695)
José de Moret había dejado prácticamente terminado el tomo segundo de los Anales y muy avanzado el tercero. Francisco de Alesón revisó el original del tomo segundo, añadió la documentación histórica de cada uno de sus capítulos y redactó los índices temáticos. De esta manera, cuando en 1692 se instaló en Pamplona y tomó posesión del cargo de cronista del reino entregó el original a la Diputación para su aprobación. Se imprimió tres años más tarde, en 1695, en el taller que Bernardo de Huarte, procedente de San Sebastián, había instalado en Pamplona con este fin. En la portada se precisaba que el tomo había sido "compuesto por el R.R. M. Joseph de Moret, obra posthuma, dispuesta en otra forma por el P. Francisco de Alesón".

### Tomo III (1704)

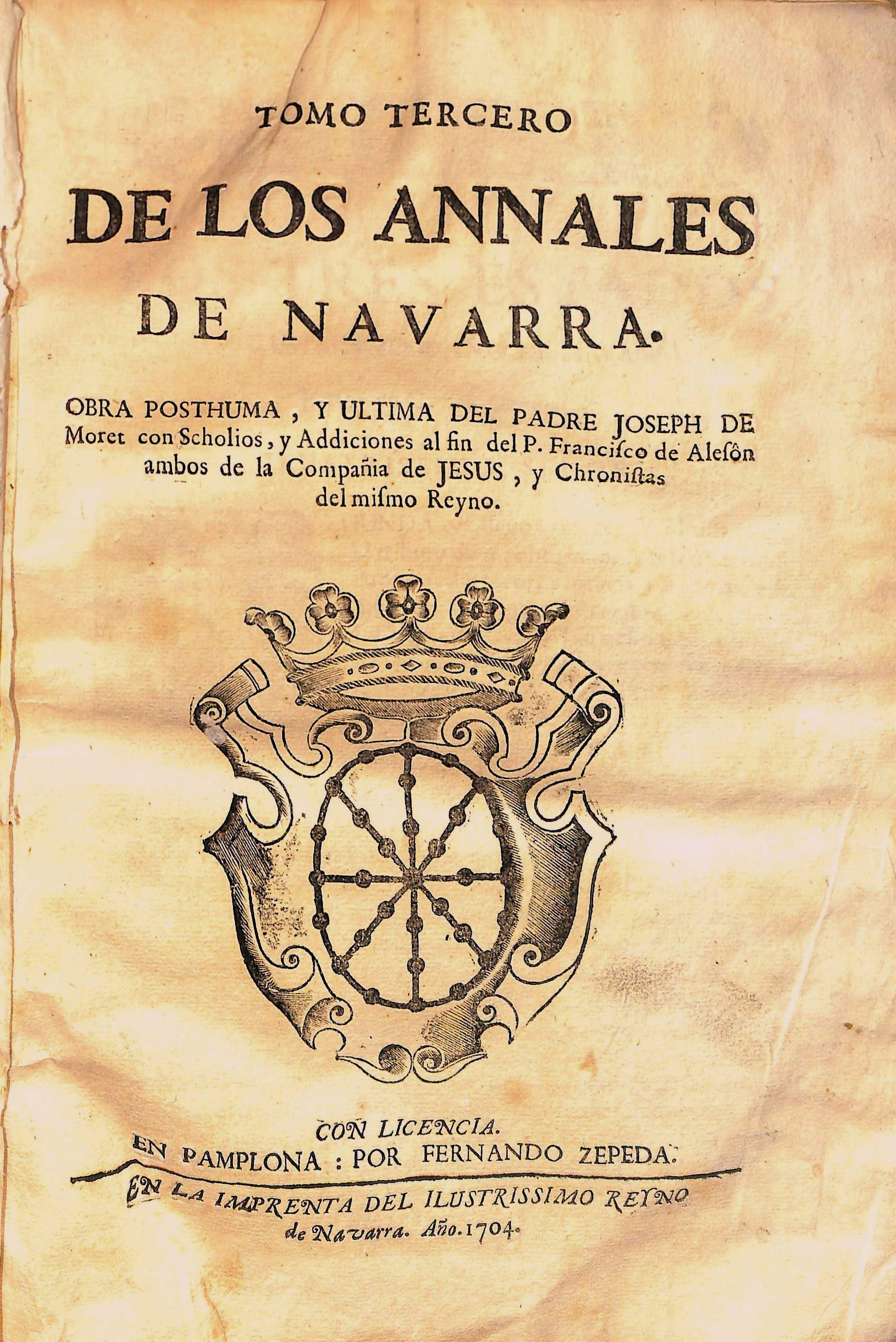
Tomo III de los Anales del Reino de Navarra. En el pie de imprenta figura únicamente Fernando Cepeda

Este volumen recogía la época de las dinastías francesas que reinaron en Navarra, como era el caso de la Casa de Champaña, los reyes Capetos y  el primero de los condes de Evreux, Felipe III de Navarra. Alesón había reunido fuentes documentales francesas, por tanto, de primera mano para la redacción de este periodo y, en consecuencia, quiso ampliar el original de Moret. La Diputación se negó a ello al considerar que el texto de Moret debía ser respetado a pesar de encontrarse inacabado. Por este motivo tuvo que limitarse a completar los datos que Moret había dejado sin detallar, aunque pudo incorporar un apéndice final de 114 folios que era obra exclusivamente suya. 
El trabajo de Alesón avanzaba lentamente y por esta razón la Diputación suspendió el pago de su sueldo desde 1699 hasta 1704, cuando volvió a abonarlo gracias a la enérgica intervención del Virrey, que consideró que la Diputación no podía contravenir lo acordado por las Cortes.
El tercer tomo se imprimió en Pamplona en 1704. Inicialmente se encargó la impresión a Francisco Antonio de Neira, que era el impresor oficial del Reino. Pronto se dio cuenta de que no podía sacar adelante el trabajo y recabó la ayuda de Fernando Cepeda, un tipógrafo de Valladolid, que se desplazó a Pamplona para acometer este trabajo, seguramente llamado por Francisco de Alesón, al que había conocido pocos años antes durante su estancia  en la capital castellana. Los dos impresores se repartieron las tareas: Cepeda se encargaría de la composición de textos, la tarea más delicada, y Neira de la impresión. Sea como fuere, enseguida se incorporó a esta empresa Juan José Ezquerro, el segundo impresor del Reino, y de esta manera, con la colaboración de los tres impresores, vio la luz el tomo tercero de los Anales en 1704. Cepeda preparó e imprimió la portada en cuyo pie de imprenta figuraba únicamente él. Neira se sintió postergado y, a su vez, imprimió otra portada con solo su nombre. El tercero en discordia, Juan José Ezquerro, protestó por haber sido marginado por sus dos colegas. Finalmente, la Diputación del Reino intervino en el conflicto y resolvió que en la portada debían aparecer únicamente los impresores oficiales del reino: Francisco Antonio de Neira y Juan José Ezquerro, mientras que Cepeda sería ignorado, a pesar de haber sido el que había puesto en marcha los trabajos. Para adoptar esta decisión, posiblemente, se consideró que en una edición institucional de tan elevado rango solo deberían figurar los impresores oficiales. En este artículo se publican las tres portadas aquí mencionadas.
En esta ocasión el autor, Francisco de Alesón, dejó constancia de su aportación al original que José de Moret había dejado incompleto y, por este motivo, en la portada se lee que a él se deben los "escolios" y "adiciones" que completan el texto inicial: "Obra posthuma y ultima del Padre Joseph de Moret, con scholios y addiciones al fin del P. Francisco de Alesón".

### Tomo IV (1709)
Este volumen ya es obra exclusiva de Francisco de Alesón y así figura en la portada donde se precisa que él lo ha "compuesto". El original había sido entregado a las Cortes de Navarra para su revisión en 1705 y cuatro años más tarde vio la luz en la imprenta de Francisco Picart.

### Tomo V (1715)
La impresión del último tomo de los Anales se vio dificultada por la precaria salud de Alesón, que había cumplido ochenta años y por este motivo se había trasladado a su ciudad natal Viana para ser cuidado. Esta circunstancia obligó a Francisco Picart a  desplazar su imprenta a la citada localidad para facilitar al autor la corrección de pruebas. Por este motivo, en la portada se advierte que está "Impresso en la ciudad de Viana. Cabeza del Principado del Reino de Navarra". 
La salud de Alesón se agravó y le obligó a retirarse al colegio de los jesuitas de Logroño, donde falleció a los 81 años el mismo año de la publicación del último volumen de los Anales del Reino de Navarra. De esta manera se cerró el ambicioso proyecto de las Cortes de Navarra, de difundir la historia oficial del Reino, que se había iniciado con el nombramiento de José de Moret como cronista en 1654, hacía 61 años.

## Galería de imágenes

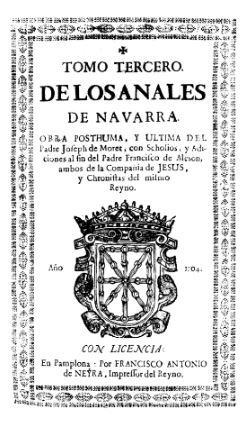
Portada del tomo III de los Anales (1704) en la que solo aparece Neira como "Impressor del Reyno"
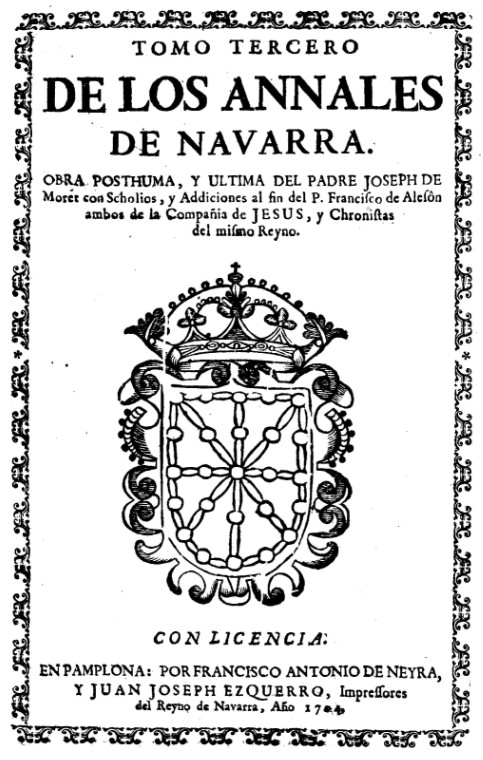
Portada del tomo III de los Anales en la que figuran Neira y Ezquerro como "Impressores del Reyno de Navarra"
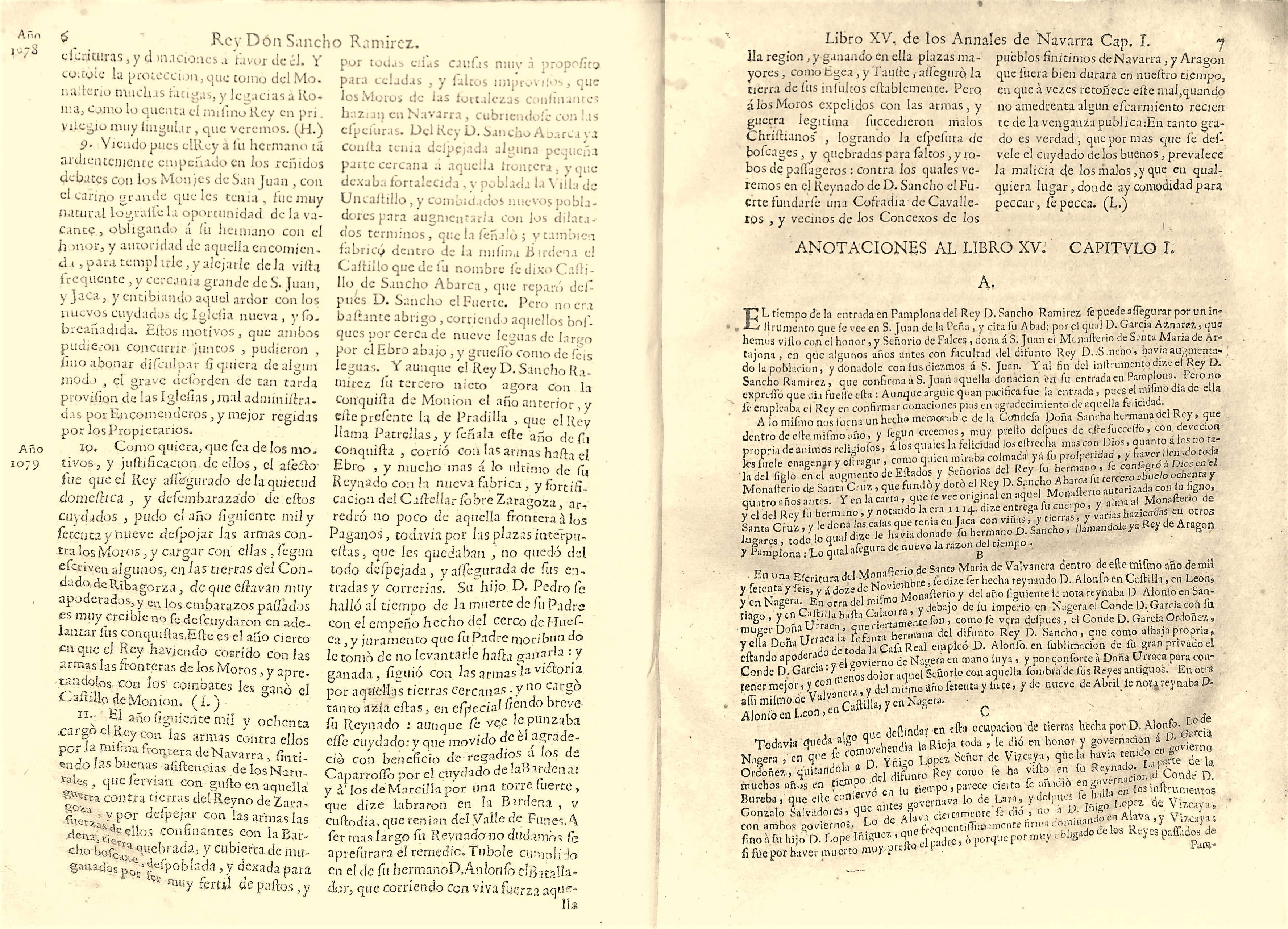
Tomo III . Reproduce el original de Moret y se completa con las "anotaciones" de Alesón impresas a una línea
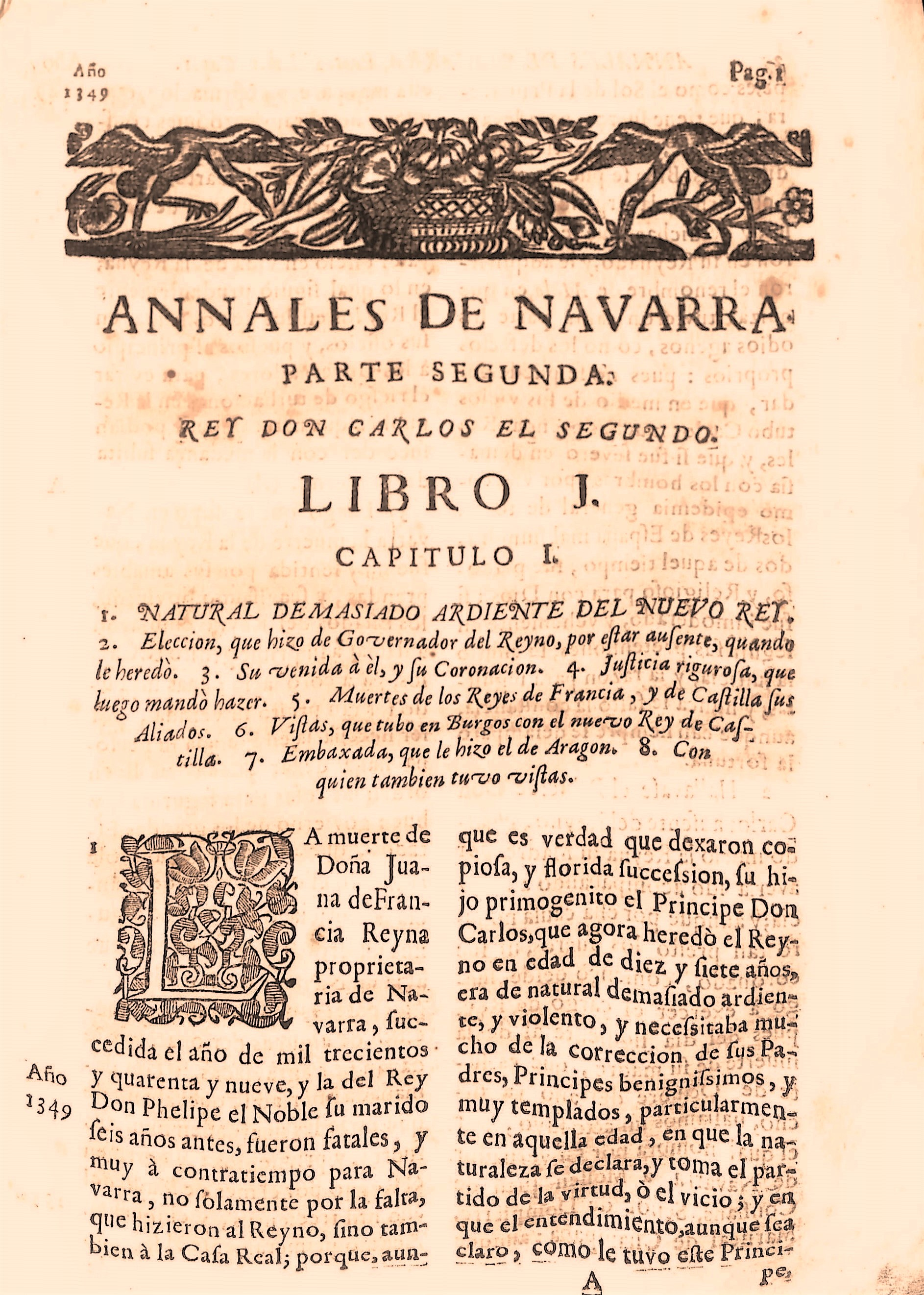
Capítulo I del tomo cuarto de los Anales (1709)
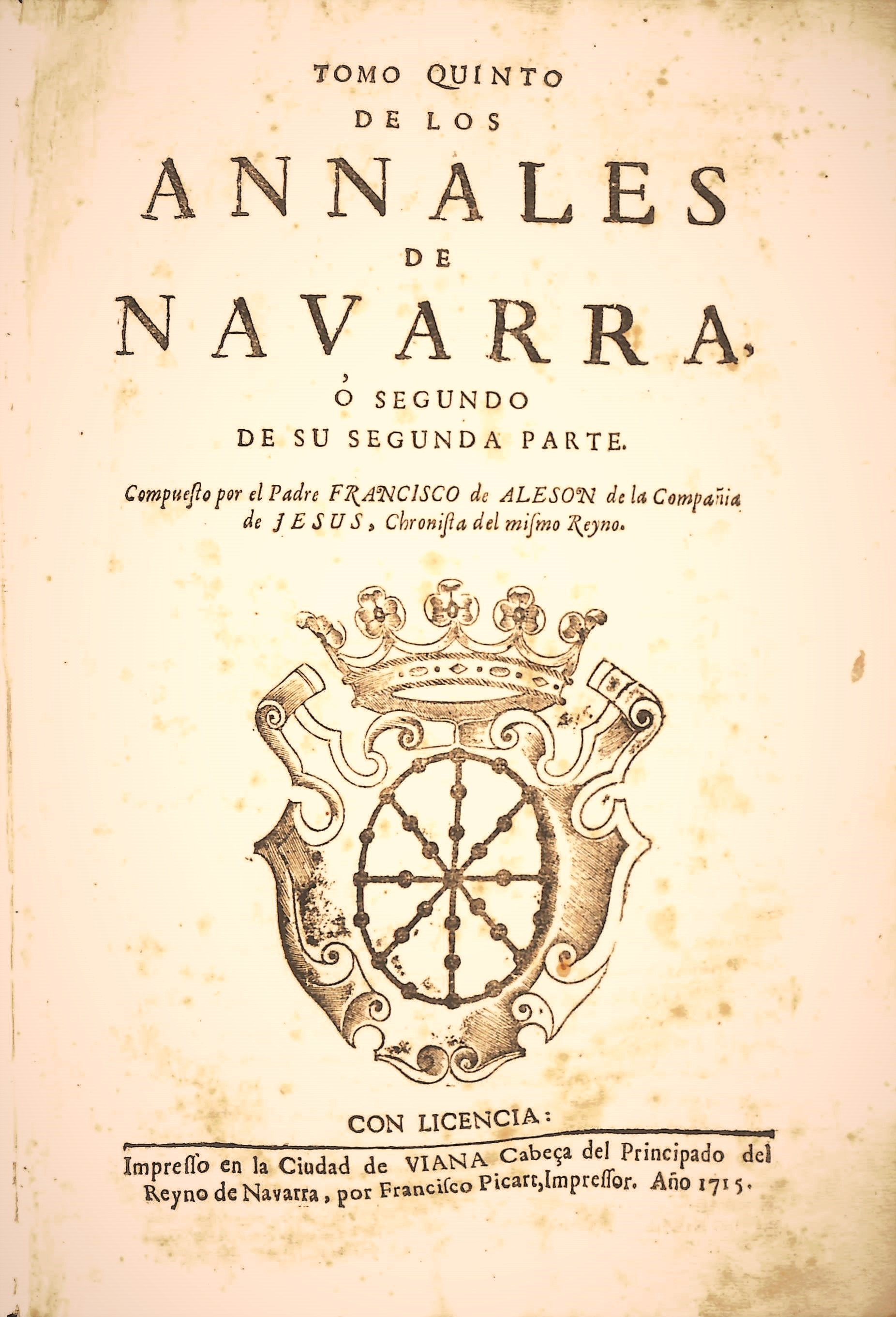
Quinto y último tomo de los Anales (1715)
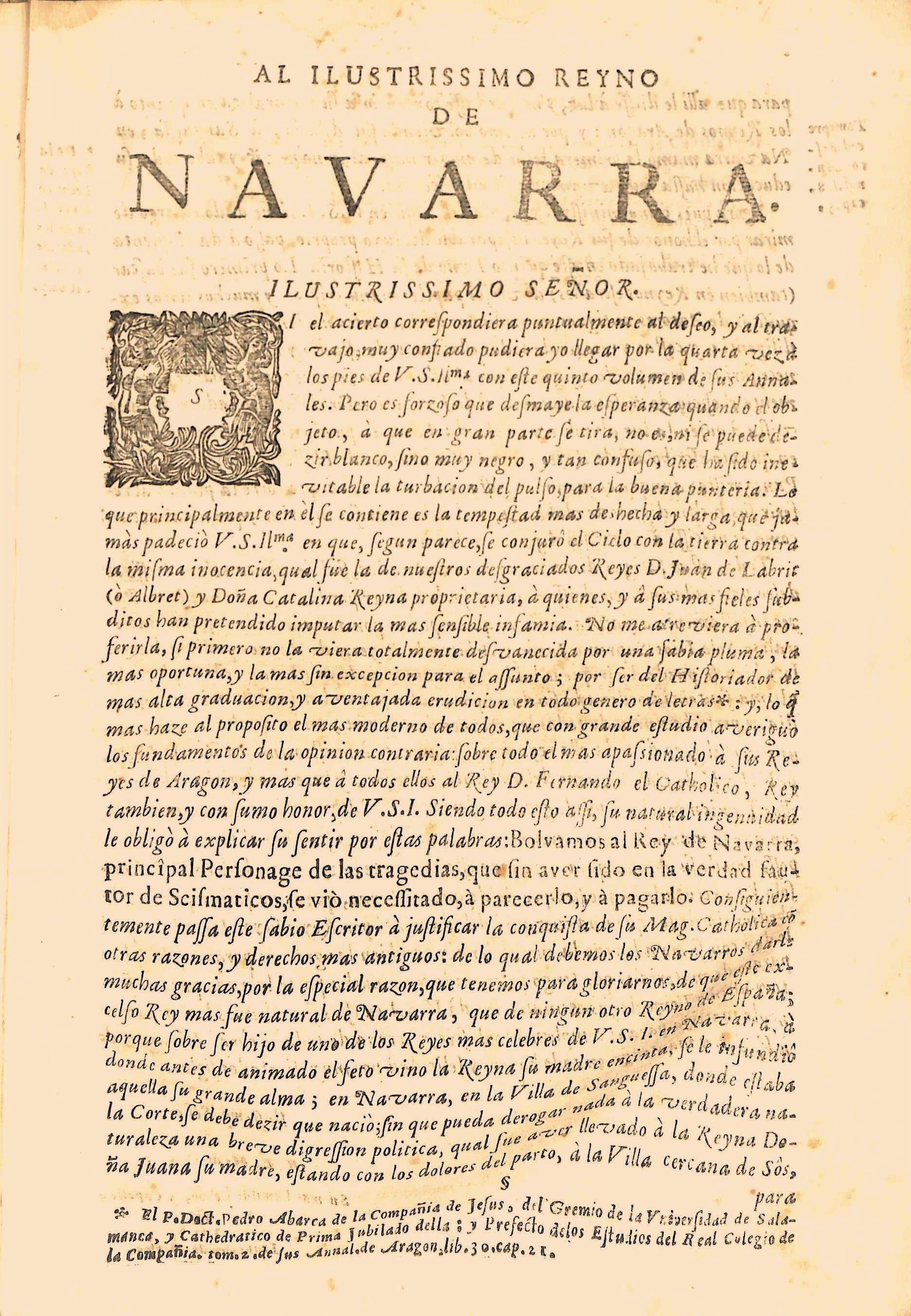
Tomo quinto de los Anales: Dedicatoria de Alesón al "Ilustrissimo Reyno de Navarra"
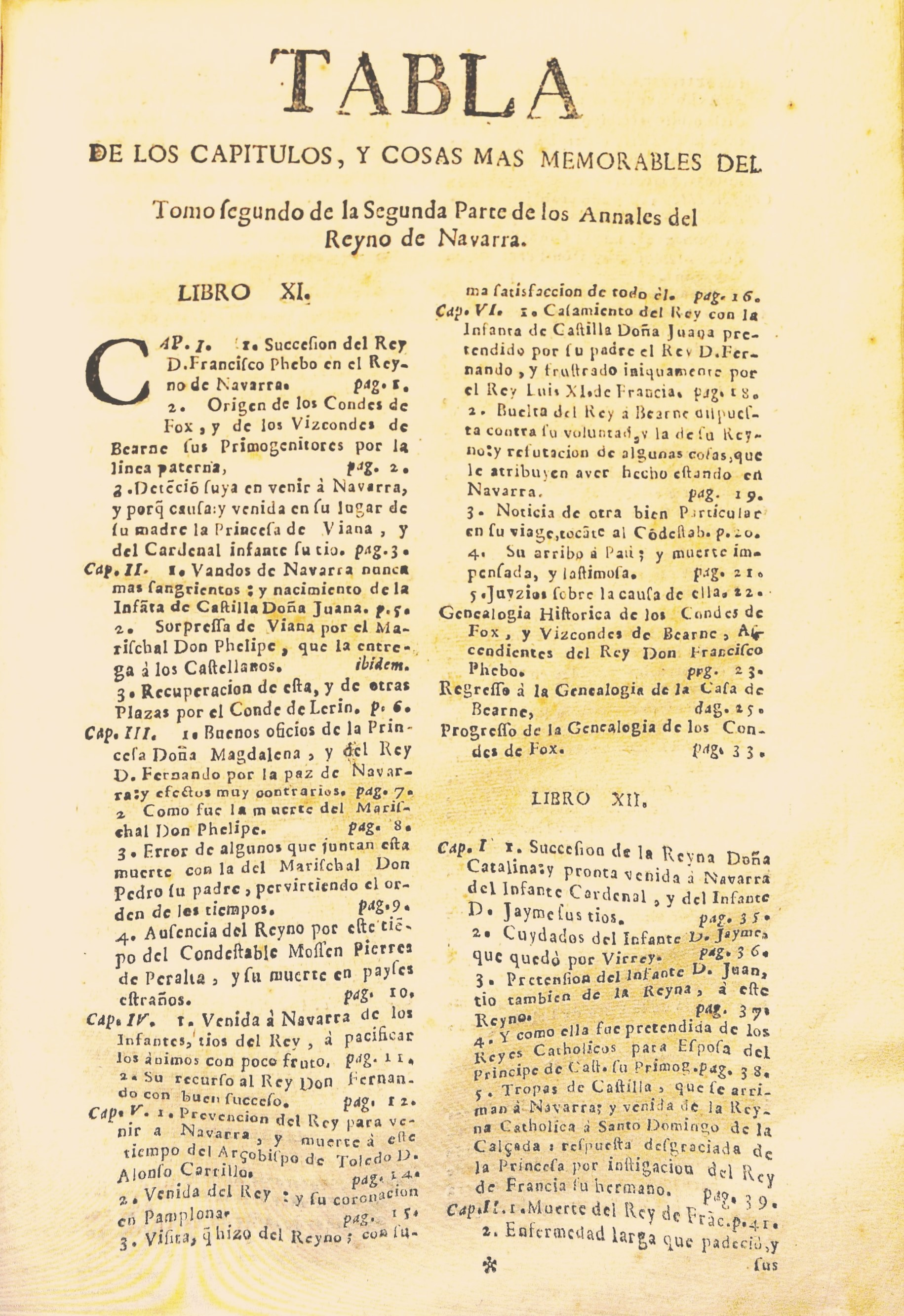
Tabla de contenidos del tomo quinto de los Anales